# Mezei homokfutrinka
A mezei homokfutrinka (Cicindela campestris) a futóbogárfélék családjába tartozó, Európában és Nyugat-Ázsiában honos, ragadozó bogárfaj.

## Származása, elterjedése
A mezei homokfutrinka elterjedési területe egész Európa, Szibériáig, de Észak-Afrikában is megtalálható. Magyarországon viszonylag gyakori.

## Megjelenése, felépítése
1–1,6 cm hosszú. Alapszíne fémfényű fűzöld, ritkán rézszínű, kékes vagy feketés. Szárnyfedőin pedig 6-6, néha összefolyó, kis fehér vagy sárgás folt látható. Az előtor oldalszélei, a pajzsocska és a homlok a szemek mellett rézvörös.

## Életmódja, élőhelye
A mezei homokfutrinka száraz, homokos talajok, fenyérek, meleg erdőszélek lakója, ahol helyenként nyílt homokfelületek is vannak. Az imágó a föld felszínén vadászik rovarokra. A lárvák 40 centiméter mélyre is lehatoló járatokat ásnak a homokba. Ezek bejáratánál lesnek zsákmányukra, mely hernyókból és más rovarlárvákból áll. Áldozatukat a mélybe húzzák, és kiszívják testnedveit.
A lárvák áttelelnek. A bogarakkal májustól szeptemberig találkozunk. A nőstények néhány milliméter mély homoklyukakba rakják petéiket.
Magyarországon védett, természetvédelmi értéke 5000 Ft.

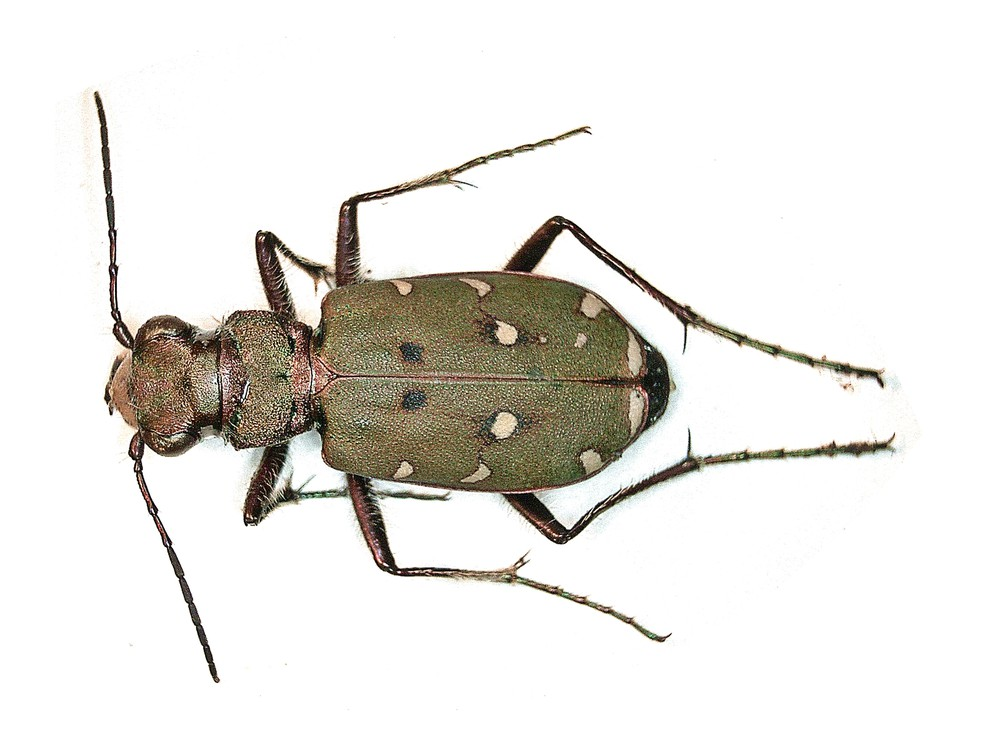
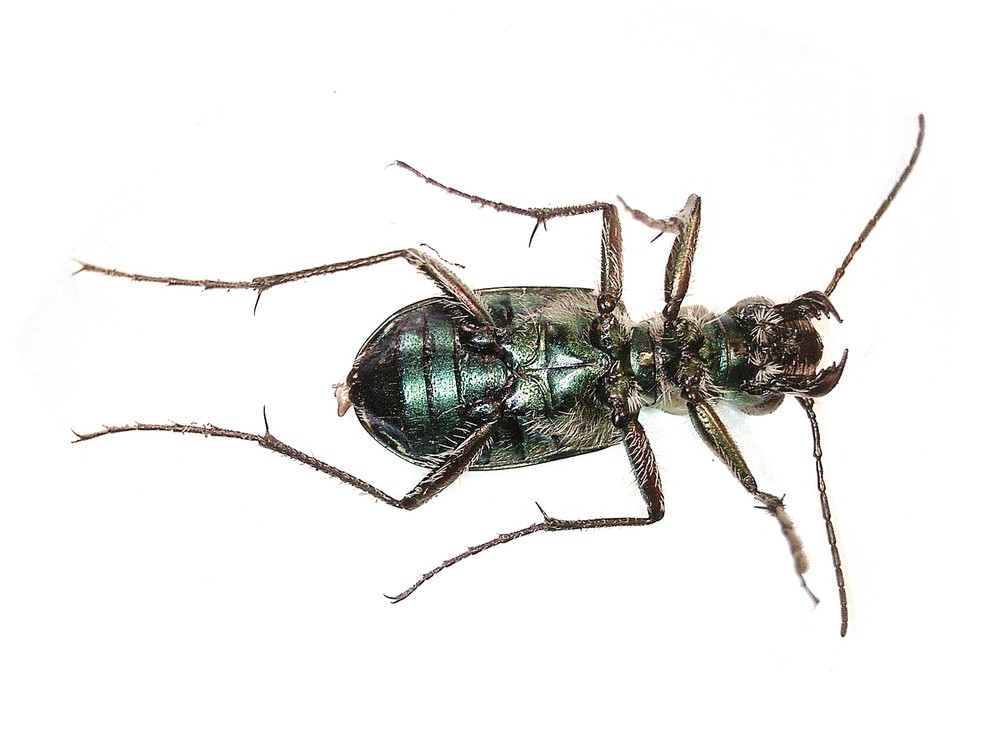
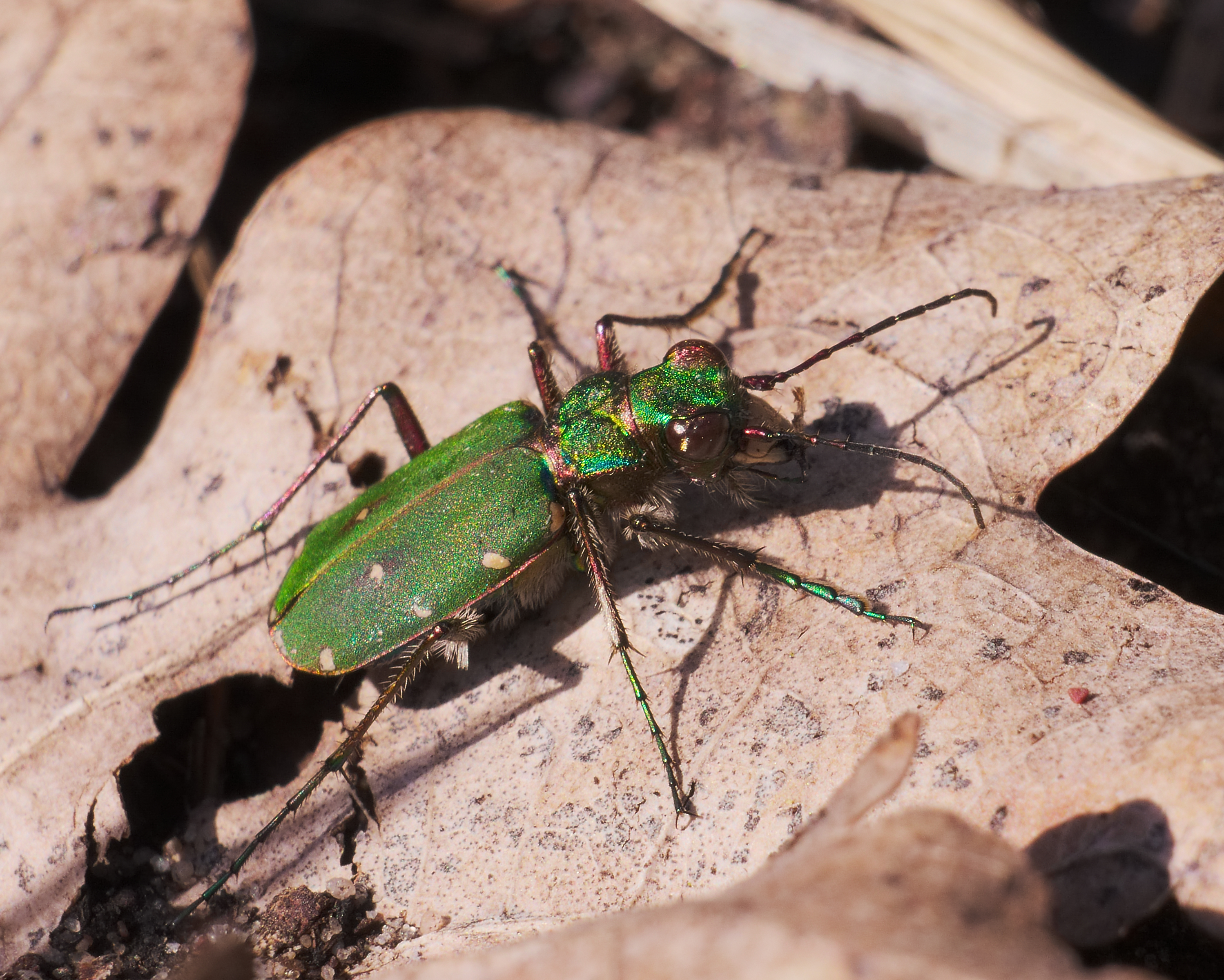
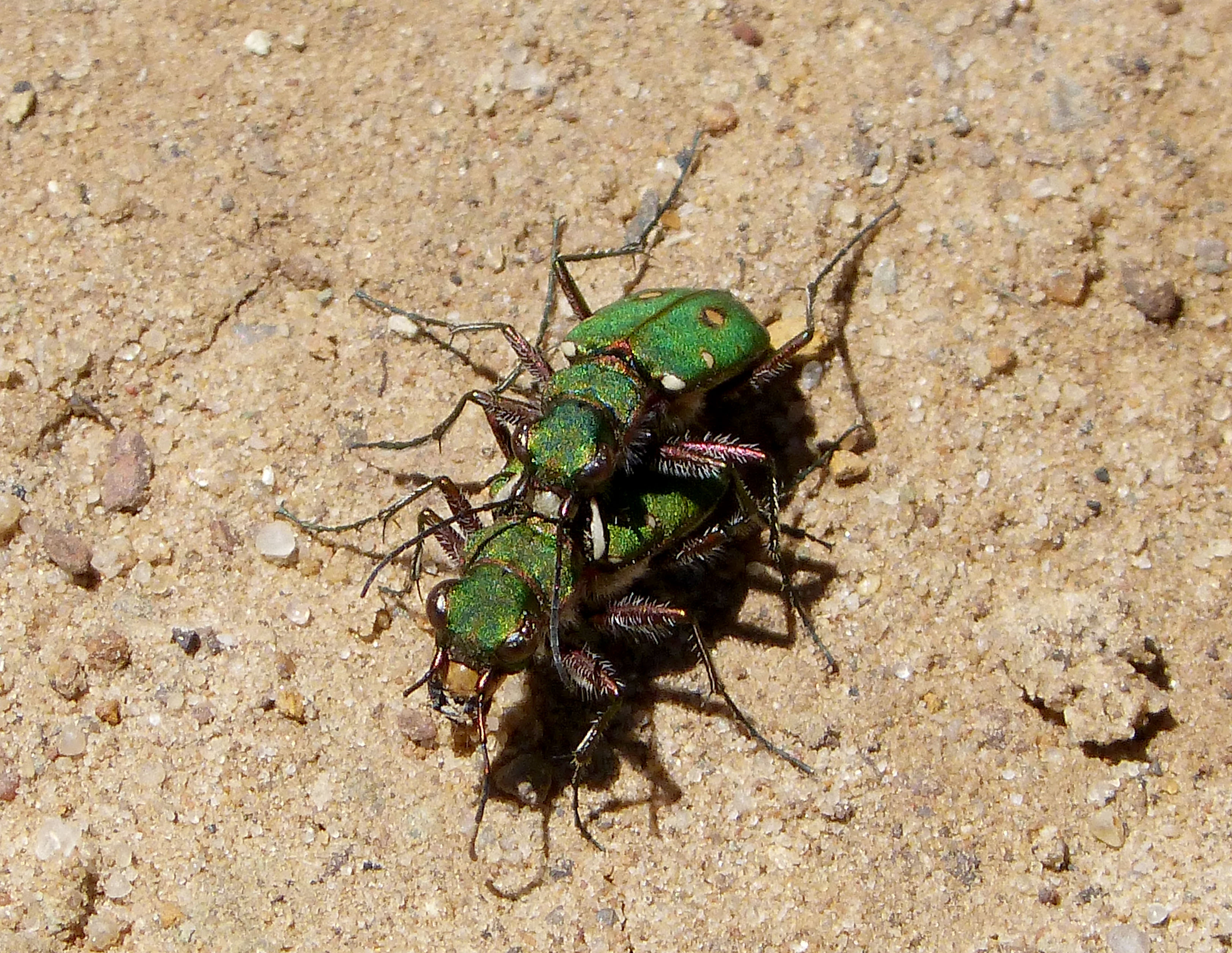
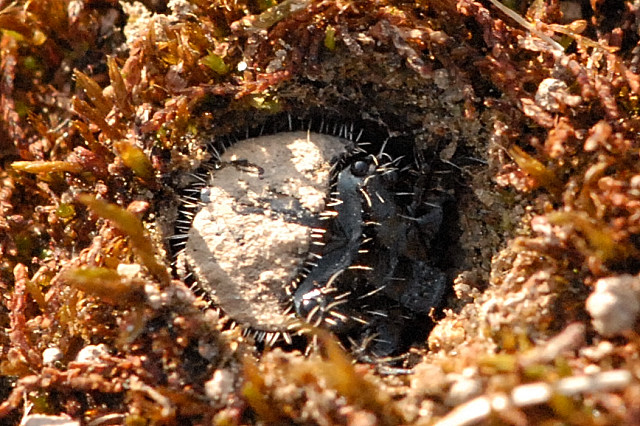